# Kotalama
Kotalama is een bestuurslaag in het regentschap Malang van de provincie Oost-Java, Indonesië. Kotalama telt 29.610 inwoners (volkstelling 2010).